# Parti Populaire
Die Parti Populaire (PP) (niederländisch (offiziell): PersonenPartij, deutsch (übersetzt): Volkspartei oder Personenpartei) war eine belgische Partei, die sich im gesamten Land zur Wahl stellte, aber hauptsächlich im französischsprachigen Landesteil (Wallonie und Brüssel) aktiv war. Sie wurde im November 2009 vom Brüsseler Anwalt Mischaël Modrikamen und vom ehemaligen flämischen Spitzenbeamten Rudy Aernoudt gegründet. Letzterer wurde jedoch im August 2010 aus der Partei ausgeschlossen. Die Parti Populaire war ins rechtsliberale und konservative bis rechtspopulistische Spektrum einzuordnen. Die Partei wurde durch einstimmige Abstimmung der auf dem Parteitag am 18. Juni 2019 anwesenden Parteimitglieder aufgelöst.

## Geschichte
Im Jahr 2009 begann der infolge der „Fortis-Affäre“ belgienweit bekannt gewordene Anwalt der Kleinaktionäre, Mischaël Modrikamen, seinen Einzug in die aktive Politik anzukündigen. So beabsichtigte er eine Partei nach dem Vorbild der spanischen Partido Popular (PP) oder der französischen Union pour un mouvement populaire (UMP), die sich als Alternative zu den bestehenden großen frankophonen Parteien präsentieren könnte, zu gründen. Besonders griff Modrikamen die liberale Mouvement Réformateur (MR) an und warf ihr vor, nur die Interessen der oberen Mittelschicht zu vertreten.
Im September 2009 legte sich Modrikamen schließlich auf den Namen Parti Populaire fest und kündigte an, „unter einem Schirm die Rechtsliberalen, die Rechtskonservativen und die vom System Enttäuschten, die mal FN, mal Ecolo wählen, zusammenbringen“ zu wollen. Des Weiteren ließ er verlauten, dass seine Partei eine föderale Partei sein würde, die sich sowohl im französisch- als auch niederländischsprachigen Landesteil zur Wahl stellen würde. Im Oktober 2009 wurde offiziell bekannt, dass Rudy Aernoudt der Partei beitreten würde. Aernoudt, ehemaliger flämischer Spitzenbeamter und Kabinettschef von sowohl flämischen als auch wallonischen Ministern, war zuvor mit der Gründung seiner eigenen Partei LiDé, die ebenfalls ein rechtsliberales Profil aufweisen sollte und ursprünglich eine Listenverbindung mit der MR eingehen sollte, gescheitert. Nachdem Modrikamen und Aernoudt gemeinsam das Parteiprogramm ausgearbeitet hatten, wurde die Parti Populaire am 26. November 2009 offiziell gegründet.
In den darauffolgenden Monaten bemühte sich die Parti Populaire darum, erste Mitglieder und Sympathisanten zu rekrutieren. Da diese vor allem aus den Reihen der MR stammten, gab es zwischen den beiden Parteien erste wirkliche Spannungen. Ein negatives Bild erlitt die Parti Populaire dadurch, dass Modrikamen wegen Geldwäsche angeklagt wurde; dieser bestritt die Vorwürfe und tat die Klage als rein politischen Angriff ab.
Kurz vor den vorgezogenen Föderalwahlen vom 13. Juni 2010 geriet die Parti Populaire vor allem durch interne Streitigkeiten, die mit dem Parteiausschluss verschiedener Personen endeten, in die Schlagzeilen. Diese ausgeschlossenen ehemaligen Parteimitglieder gründeten wenig später eine Dissidenzbewegung mit dem Namen La Droite (deutsch „die Rechte“).
Am 23. August 2010 wurde Rudy Aernoudt nach einer Abstimmung des Parteibüros aus der Partei ausgeschlossen. Auslöser hierfür war die Kritik von Aernoudt gegenüber dem einzigen Abgeordneten der PP, Laurent Louis, der seine volle Zustimmung zur Politik des französischen Staatspräsidenten Nicolas Sarkozy in Bezug auf die Ausweisung von Roma aus Frankreich geäußert hatte (die Aussagen Louis’ würden „mit Rassismus flirten“, so Aernoudt). Tatsächlich hatte sich das Verhältnis zwischen Modrikamen und Aernoudt schon seit einiger Zeit verschlechtert. Wenige Tage nach seinem Ausschluss aus der Partei bezichtigte Aernoudt Modrikamen, seine Parteimitarbeiter mit Schwarzgeld bezahlt zu haben, woraufhin die PP Klage gegen ihn einreichte. Zudem gelang es Aernoudt mit der ebenfalls ausgeschlossenen Vorsitzenden der Jungmitglieder der PP, die öffentlichen Gelder, die der PP mittels einer Vereinigung ohne Gewinnerzielungsabsicht (VoG) ausgezahlt werden, zu blockieren.
Von 2014 bis 2017 gehörte die PP auf europäischer Ebene der Alliance for Direct Democracy in Europe (ADDE) an, die von der britischen UK Independence Party dominiert wurde und eine euroskeptische und rechtspopulistische Ausrichtung hatte. Im November 2017 durchsuchte die belgische Staatsanwaltschaft Büroräume der PP. Hintergrund waren finanzielle Unregelmäßigkeiten bei der ADDE, die Gelder des Europaparlaments zweckwidrig für die Finanzierung nationaler Aktivitäten ihrer Mitgliedsparteien sowie der Brexit-Kampagne verwendet haben soll. Yasmine Dehaene, die Generalsekretärin der PP und Gattin des Parteivorsitzenden Modrikamen, war zugleich Exekutivdirektorin der ADDE.

## Inhaltliches Profil
Die Partei positionierte sich als rechts-liberale Partei und Alternative zu den „traditionellen“ Parteien Belgiens. Modrikamen selbst bezeichnet seine Richtung als „unverklemmt rechts“ (französisch droite décomplexée). Ihre Grundwerte definierte die Parti Populaire als „Gerechtigkeit, Solidarität und Verantwortlichkeit“. Inhaltliche Schwerpunkte der Partei lagen auf der Wirtschaftspolitik und dem Thema Immigration.
In der Wirtschaft setzte sich die Parti Populaire für weniger staatliche Intervention und eine Vereinfachung des Steuerrechts ein. Hierzu forderte sie die Einführung einer Flat Tax, also eines einzigen Einkommenssteuersatzes. Die Arbeitslosenunterstützung sollte zeitlich begrenzt und die Unternehmensbildung gefördert werden.
In Sachen Justiz und Sicherheit stand die Parti Populaire für eine „Null-Toleranz-Politik“. Sie schlug beispielsweise vor, die Struktur und die Verfahren der Justiz zu vereinfachen, mehr Polizisten auf der Straße sichtbar zu machen und Kriminelle mit ausländischen Staatsangehörigkeit in ihr Herkunftsland zurückzuschicken, damit sie dort ihre Haftstrafe absitzen können.
Zum Thema Einwanderung bestand die Parti Populaire auf die Schaffung eines „belgischen Sockels“ (französisch socle de belgitude, niederländisch Belgische sokkel) zur Verstärkung der gemeinsamen Werte und eine strengere Handhabung für die sogenannten Sans papiers (illegale Einwanderer). Europapolitisch verortete sich die PP zunächst föderalistisch: Die Europapolitik sollte verstärkt werden und schlussendlich zu den „Vereinigten Staaten von Europa“ führen. Später vertrat die Partei jedoch eine euroskeptische Linie und forderte ein „Europa der Nationen“ anstelle der als „technokratisch“ eingestuften aktuellen Europäischen Union.
Was die Zukunft des belgischen Staates und die Reform der föderalen Staatsstruktur betrifft, so schlug die Parti Populaire eine Reduzierung der verschiedenen Regierungen (nur noch ein Föderalstaat und drei Regionen) und Minister (7 föderale Minister und 5 pro Region) vor. Es wurde ebenfalls vorgeschlagen, die Zuständigkeiten zwischen Föderalstaat und Regionen neu zu verteilen. Die Stellung der Region Brüssel-Hauptstadt soll verstärkt werden. Auch eine Reform des Wahlrechts (von einer Verhältniswahl zu einer Mehrheitswahl nach französischem Modell), die Einführung von Volksbefragungen und die Einrichtung eines landesweiten Wahlkreises wurden vorgeschlagen.
Ursprünglich als neoliberale Partei eingeschätzt, hatte sich die PP seit 2010 in Richtung Nationalpopulismus entwickelt. Parteichef Modrikamen zitierte mehrfach den französischen Front National unter Marine Le Pen als Vorbild. Während der US-Präsidentschaftswahl 2016 erklärte der Parteivorsitzende Modrikamen frühzeitig seine Unterstützung für Donald Trump. Als eine von wenigen Parteien in Europa reagierte die PP im Sommer 2018 positiv auf die Initiative des ehemaligen Trump-Beraters Stephen Bannon, eine europaweite rechtspopulistische Bewegung zu gründen.

## Parteistruktur
An der Spitze der Partei befand sich seit dem Ausschluss von Rudy Aernoudt allein der Vorsitzende Mischaël Modrikamen. Er sitzt dem politischen Büro der Partei vor, das aus den gewählten Parlamentsmitgliedern (zurzeit nur Laurent Louis) und anderen Parteimitgliedern, die über eine besondere Sachkenntnis verfügen und vom Vorsitzenden bestimmt wurden, zusammengesetzt ist.

## Mandate
Als neue Partei konnte die Parti Populaire bei den Föderalwahlen vom 13. Juni 2010 insgesamt 1,29 % der Stimmen auf Landesebene und lediglich im Wahlkreis Wallonisch-Brabant mit 5,04 % der Wählerstimmen die 5-Prozent-Hürde (Sperrklausel) überschreiten und stellte ab Juli 2010 einen einzigen Abgeordneten in der föderalen Abgeordnetenkammer. Im Januar 2011 verlor die Parti Populaire diesen Sitz jedoch wieder, nachdem der Abgeordnete Laurent Louis aus der Partei ausgeschlossen wurde.
Bei der Wahl vom 25. Mai 2014 erhielt die PP landesweit 1,5 % (Region Brüssel-Hauptstadt 1,7 % und Wallonie 4,5 %) und stellt seither mit Aldo Carcaci aus Lüttich einen Abgeordneten.
Bei der Wahl vom 26. Mai 2019 erhielt die PP landesweit 1,1 % (Region Brüssel-Hauptstadt 1,7 % und Wallonie 3,2 %) und stellt seither keinen Abgeordneten mehr.

## Wahlergebnisse
| Jahr | Stimmen | Anteil | Mandate | Platz |
| ---- | ------- | ------ | ------- | ----- |
| 2014 | 99.580  | 4,86 % | 1/75    | 6.    |
| 2019 | 74.622  | 3,67 % | 0/75    | 7.    |

| Jahr | Stimmen | Anteil | Mandate | Platz |
| ---- | ------- | ------ | ------- | ----- |
| 2014 | 7.942   | 1,72 % | 0/89    | 12.   |
| 2019 | 6.605   | 1,44 % | 0/89    | 12.   |

| Jahr | Stimmen | Anteil | Mandate | Platz |
| ---- | ------- | ------ | ------- | ----- |
| 2010 | 84.005  | 1,29 % | 1/150   | 13.   |
| 2014 | 102.599 | 1,51 % | 1/150   | 13.   |
| 2019 | 75.096  | 1,11 % | 0/150   | 13.   |

| Jahr | Stimmen | Anteil | Mandate | Platz |
| ---- | ------- | ------ | ------- | ----- |
| 2010 | 98.858  | 1,53 % | 0/40    | 13.   |

| Jahr | Stimmen | Anteil | Mandate | Platz |
| ---- | ------- | ------ | ------- | ----- |
| 2014 | 145.909 | 2,18 % | 0/22    | 12.   |
| 2019 | 113.793 | 1,69 % | 0/22    | 13.   |